# Copa América de 1975
A Copa América de 1975 foi a 30a edição realizada do torneio e a primeira edição realizada sem uma sede fixa. Com isso, as partidas (de primeira fase, semifinais e final) foram disputadas em uma série de ida e volta. O campeonato foi disputado de 17 de julho a 28 de outubro de 1975, e teve o Peru como campeão. Pela primeira vez, as dez equipes da CONMEBOL participaram do torneio. Nesta edição aconteceu a segunda maior goleada da história do torneio, com a Argentina goleando a Venezuela por 11 a 0.
A partir dessa edição, o torneio passou a ser chamado oficialmente de "Copa América".

## Primeira fase
Na primeira fase, nove das dez equipes da CONMEBOL foram divididas em três grupos de três equipes. A melhor de cada grupo classificava-se à semifinal, juntamente com o Uruguai, último campeão, até então.

### Grupo A
| Equipe    | P | J | V | E | D | GP | GC | SG  |
| Brasil    | 8 | 4 | 4 | 0 | 0 | 13 | 1  | 12  |
| Argentina | 4 | 4 | 2 | 0 | 2 | 17 | 4  | 13  |
| Venezuela | 0 | 4 | 0 | 0 | 4 | 1  | 26 | -25 |

Partidas:
- 31 de julho, em Caracas:  Venezuela 0 - 4  Brasil.[carece de fontes?]
- 3 de agosto, em Caracas:  Venezuela 1 - 5  Argentina.[carece de fontes?]
- 6 de agosto, em Belo Horizonte:  Brasil 2 - 1  Argentina.[carece de fontes?]
- 10 de agosto, em Santa Fe:  Argentina 11 - 0  Venezuela.[carece de fontes?]
- 13 de agosto, em Belo Horizonte:  Brasil 6 - 0  Venezuela.[carece de fontes?]
- 16 de agosto, em Santa Fe:  Argentina 0 - 1  Brasil.[carece de fontes?]

### Grupo B
| Equipe  | P | J | V | E | D | GP | GC | SG |
| Peru    | 7 | 4 | 3 | 1 | 0 | 8  | 3  | 5  |
| Chile   | 3 | 4 | 1 | 1 | 2 | 7  | 6  | 1  |
| Bolívia | 2 | 4 | 1 | 0 | 3 | 3  | 9  | -6 |

Partidas:
- 17 de julho, em Santiago:  Chile 1 - 1  Peru.[carece de fontes?]
- 20 de julho, em Oruro:  Bolívia 2 - 1  Chile.[carece de fontes?]
- 27 de julho, em Oruro:  Bolívia 0 - 1	 Peru.[carece de fontes?]
- 7 de agosto, em Lima:  Peru 3 - 1  Bolívia.[carece de fontes?]
- 13 de agosto, em Santiago:  Chile 4 - 0  Bolívia.[carece de fontes?]
- 20 de agosto, em Lima:  Peru 3 - 1  Chile.[carece de fontes?]

### Grupo C
| Equipe   | P | J | V | E | D | GP | GC | SG |
| Colômbia | 8 | 4 | 4 | 0 | 0 | 7  | 1  | 6  |
| Paraguai | 3 | 4 | 1 | 1 | 2 | 5  | 5  | 0  |
| Equador  | 1 | 4 | 0 | 1 | 3 | 4  | 10 | -6 |

Partidas:
- 20 de julho, em Bogotá:  Colômbia 1 - 0  Paraguai.[carece de fontes?]
- 24 de julho, em Guayaquil:  Equador 2	- 2  Paraguai.[carece de fontes?]
- 27 de julho, em Quito:  Equador 1 - 3  Colômbia.[carece de fontes?]
- 30 de julho, em Assunção:  Paraguai 0 - 1  Colômbia.[carece de fontes?]
- 7 de agosto, em Bogotá:  Colômbia 2 - 0  Equador.[carece de fontes?]
- 10 de agosto, em Assunção:  Paraguai 3 - 1  Equador.[carece de fontes?]

## Semi-finais
- Semifinal I:
  - 21 de setembro, em Bogotá:  Colômbia 3 - 0  Uruguai.
  - 1 de outubro, em Montevidéu:  Uruguai 1 - 0  Colômbia.

- Semifinal II:
  - 30 de setembro, em Belo Horizonte:  Brasil 1 - 3  Peru.
  - 4 de outubro, em Lima:  Peru 0 - 2  Brasil.

## Final

### Primeiro Jogo
| 16 de Outubro de 1975 | Colômbia   | 1–0 | Peru | Estadio El Campín, Bogotá                            |
|                       | Castro 38' |     |      | Público: 50 000 Árbitro: Miguel Comesaña (Argentina) |

| GK             |  | Pedro Zape        |  |                 |
| DF             |  | Arturo Segovia    |  |                 |
| DF             |  | José Zárate       |  |                 |
| DF             |  | Miguel A. Escobar |  |                 |
| DF             |  | Óscar Bolaño      |  |                 |
| MF             |  | Diego Umaña       |  |                 |
| MF             |  | Oswaldo Calero    |  |                 |
| MF             |  | Eduardo Retat     |  |                 |
| MF             |  | Carlos Rendón     |  | Substituído     |
| FW             |  | Hugo Lóndero      |  |                 |
| FW             |  | Ponciano Castro   |  |                 |
| Substitutions: |  |                   |  |                 |
| FW             |  | José E. Díaz      |  | Entrou em campo |
| Manager:       |  |                   |  |                 |
| Efraín Sánchez |  |                   |  |                 |

| GK              |  | Ottorino Sartor     |
| DF              |  | Eleazar Soria       |
| DF              |  | Julio Meléndez      |
| DF              |  | Héctor Chumpitaz    |
| DF              |  | Rubén Díaz          |
| MF              |  | Alfredo Quesada     |
| MF              |  | Santiago Ojeda      |
| MF              |  | Percy Rojas         |
| FW              |  | Gerónimo Barbadillo |
| FW              |  | Oswaldo Ramírez     |
| FW              |  | Juan Carlos Oblitas |
| Substitutions:  |  |                     |
| None            |  |                     |
| Manager:        |  |                     |
| Marcos Calderón |  |                     |

### Segundo Jogo
| 22 de Outubro de 1975 | Peru                      | 2–0 | Colômbia | Estadio Nacional, Lima                         |
|                       | Oblitas 18' · Ramírez 44' |     |          | Público: 50 000 Árbitro: Juan Silvagno (Chile) |

| GK             |  | Ottorino Sartor     |  |                 |
| DF             |  | Eleazar Soria       |  |                 |
| DF             |  | Julio Meléndez      |  |                 |
| DF             |  | Héctor Chumpitaz    |  |                 |
| DF             |  | Rubén T. Díaz       |  |                 |
| MF             |  | Alfredo Quesada     |  |                 |
| MF             |  | Santiago Ojeda      |  |                 |
| MF             |  | Percy Rojas         |  |                 |
| FW             |  | Gerónimo Barbadillo |  | Substituído     |
| FW             |  | Oswaldo Ramírez     |  |                 |
| FW             |  | Juan C. Oblitas     |  |                 |
| Substitutions: |  |                     |  |                 |
| MF             |  | Pedro Ruiz          |  | Entrou em campo |
| Manager:       |  |                     |  |                 |
| Calderón       |  |                     |  |                 |

| GK             |  | Pedro Zape        |
| DF             |  | Arturo Segovia    |
| DF             |  | José Zárate       |
| DF             |  | Miguel A. Escobar |
| DF             |  | Óscar Bolaño      |
| MF             |  | Diego Umaña       |
| MF             |  | Oswaldo Calero    |
| MF             |  | Eduardo Retat     |
| MF             |  | Jairo Arboleda    |
| FW             |  | Hugo Lóndero      |
| FW             |  | Ponciano Castro   |
| Substitutions: |  |                   |
| None           |  |                   |
| Manager:       |  |                   |
| Efraín Sánchez |  |                   |

### Desempate
| 28 de Outubro de 1975 | Peru      | 1–0 | Colômbia | Estadio Olimpico, Caracas                        |
|                       | Sotil 25' |     |          | Público: 30 000 Árbitro: Ramón Barreto (Uruguay) |

| Peru | Colombia |

| GK              |  | Ottorino Sartor  |  |                 |
| DF              |  | Eleazar Soria    |  |                 |
| DF              |  | Julio Meléndez   |  |                 |
| DF              |  | Héctor Chumpitaz |  |                 |
| DF              |  | Rubén T. Díaz    |  |                 |
| MF              |  | Alfredo Quesada  |  |                 |
| MF              |  | Santiago Ojeda   |  |                 |
| MF              |  | Percy Rojas      |  | Substituído     |
| FW              |  | Teófilo Cubillas |  |                 |
| FW              |  | Hugo Sotil       |  |                 |
| FW              |  | Juan C. Oblitas  |  |                 |
| Substitutions:  |  |                  |  |                 |
| FW              |  | Oswaldo Ramírez  |  | Entrou em campo |
| Manager:        |  |                  |  |                 |
| Marcos Calderón |  |                  |  |                 |

| GK             |  | Pedro Zape        |  |                 |
| DF             |  | Arturo Segovia    |  |                 |
| DF             |  | José Zárate       |  |                 |
| DF             |  | Miguel A. Escobar |  |                 |
| DF             |  | Óscar Bolaño      |  |                 |
| MF             |  | Willington Ortiz  |  |                 |
| MF             |  | Diego Umaña       |  | Substituído     |
| MF             |  | Oswaldo Calero    |  |                 |
| MF             |  | Víctor Campaz     |  |                 |
| FW             |  | Jairo Arboleda    |  |                 |
| FW             |  | José E. Díaz      |  | Substituído     |
| Substitutions: |  |                   |  |                 |
| MF             |  | Eduardo Retat     |  | Entrou em campo |
| FW             |  | Ponciano Castro   |  | Entrou em campo |
| Manager:       |  |                   |  |                 |
| Efraín Sánchez |  |                   |  |                 |

| Copa América de 1975      |
| Peru                      |
| ------------------------- |
| PERU Campeão (2.º título) |

### Artilharia
4 gols (2)
- Leopoldo Luque
- Ernesto Díaz
- Palhinha

3 gols (9)
- Mario Kempes
- Daniel Killer
- Ovidio Mezza
- Danival
- Nelinho
- Juan Carlos Oblitas
- Oswaldo Ramírez

2 gols 
- Osvaldo Ardiles
- Mario Zanabria
- Campos
- Roberto Batata
- Luis Araneda
- Miguel Ángel Gamboa
- Ponciano Castro
- Willington Ortiz
- Gonzalo Castañeda
- Hugo Enrique Kiese
- Clemente Rolón
- Enrique Casaretto
- Teófilo Cubillas
- Percy Rojas

 1 gol 
- Julio Asad
- Ramón Bóveda
- Américo Gallego
- Romeu
- Sergio Ahumada
- Julio Crisosto
- Carlos Reinoso
- Edgar Angulo
- Oswaldo Calero
- Eduardo Retat
- Polo Carrera
- Félix Lasso
- Carlos Báez
- César Cueto
- Hugo Sotil
- Fernando Morena
- Ramón Iriarte

Gols contra (1)
- Julio Meléndez (para o Brasil)

## Campanha do Brasil
O Brasil foi representado por um combinado mineiro. Eram onze jogadores do Cruzeiro, dez do Atlético e um da Caldense. O técnico foi Osvaldo Brandão, o mesmo da equipe principal. Telê Santana, técnico do Atlético Mineiro e Ilton Chaves, técnico do Cruzeiro atuaram como auxiliares.
O Brasil fez uma excelente primeira fase. Em um grupo que competia com a Argentina, os brasileiros tiveram 100% de aproveitamento.
O Brasil ganhou da Venezuela 4 a 0 em Caracas. Romeu Cambalhota em passe de Marcelo Oliveira. Danival em passe de Marcelo Oliveira. Palinha em passe de Roberto Batata. Palinha em passe de Danival. Brasil 2 a 1 na Argentina no Mineirão. Nelinho e Nelinho de penalti marcaram para o Brasil. Brasil 6 a 0 na Venezuela. Romeu Cambalhota para Palinha. Nelinho de falta. Danival em passe de Roberto Batata. Campos em cruzamento de Nelinho. Palinha em cruzamento de Roberto Batata. Roberto Batata em passe de Danival. O Brasil ganhou de 1 a 0 da Argentina, gol de Danival em chute de longa distância.
Na semifinal, o Brasil foi reforçado por Roberto Dinamite e Miguel Ferreira do Vasco da Gama. Derrota por 3 a 1 para o Peru no Mineirão. O gol do Brasil foi marcado por Roberto Batata em rebote de falta cobrado por Nelinho. No jogo de volta, vitória por 2 a 0 em Lima. Zé Carlos chutou, Julio Melendez desviou e o Brasil fez o primeiro. A súmula deu gol contra de Melendez. Zé Carlos passou e Campos em chute de longa distância.
Como não estava muito bem estabelecido no regulamento do torneio, para desempatar, não houve nem prorrogação, nem jogo extra, mas, sim, a sorte. O Brasil foi eliminado por um sorteio feito na Confederação Sul-Americana.